# 纽约大学法学院
40°43′50″N 73°59′58″W / 40.7305°N 73.9995°W
纽约大学法学院 (New York University School of Law) 是美国纽约大学下属的法学院，位于纽约市曼哈顿的格林威治村，创建于1835年，是纽约市和纽约州最老的法学院，也是全美最顶尖的法学院之一。学院提供专门为成为执法律师的法律博士 (Juris Doctor; JD)，以及研究型的法学硕士 (Master of Laws; LLM)、及法学博士(Doctor of Judicial Science; SJD) 学位。
紐約大學法學院被認為是全球最具聲望且最難錄取的法學院之一，在世界大学学术排名中法学院排第四，且持續在QS World University Rankings榜上位居前十名。U.S. News & World Report2024年將紐約大學法學院評為全美第九。紐約大學在公法領域富有盛名，尤其在國際法、稅法和刑法項目上被評為全美第一，该法学院毕业生的职业生涯在普林斯顿评论 (Princeton Review)上被列为北美第一。由芝加哥大學法學院教授Brian Leiter以學生素質所做的法學院最新排名，紐約大學法學院在全美一百一十四所法學院中排名第四(在哥倫比亞大學之後、芝加哥大學之前)。纽大法学院被标榜为全美北拥有最好的法律学者以及教授，个个都是不同法学领域的菁英。2016年该学院毕业法律博士(Juris Doctor)生第一年在律师事务所(Private Law Firm)的起薪平均190,000美元一年（不含奖金），收入随经验增长。
纽大法学院在美国是培育出最多在国际法院就业的法官的法学院，也培育出很多诺贝尔奖得主,世界知名的大律师像是David Boies 以及人权律师 Amal Clooney (艾玛克隆尼)。
法律博士 (Juris Doctor; JD)需法律考試LSAT (Law School Admission Test) 平均分170 (97.5%，考試者中只有少於2.5%有此分數及以上) GPA 3.82 (美国標準93%)。根据学校提供数据，紐約大学法学院收的法律博士學生非常多元，大學畢業後1-4年內就讀的有67%, 5年以上就讀的11%,8%的同學有研究所,博士及其他学士後學位。
法学院有兩座主要建築，分別是佛曼樓（Furman Hall）與范德堡樓（Vanderbilt Hall）。

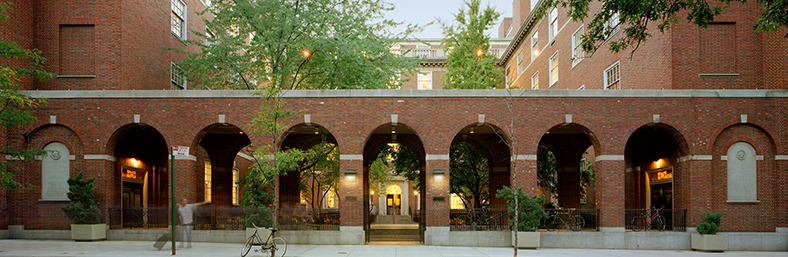
NYU法学院大楼之一的范德堡樓